# Bärenmühle (Wien)

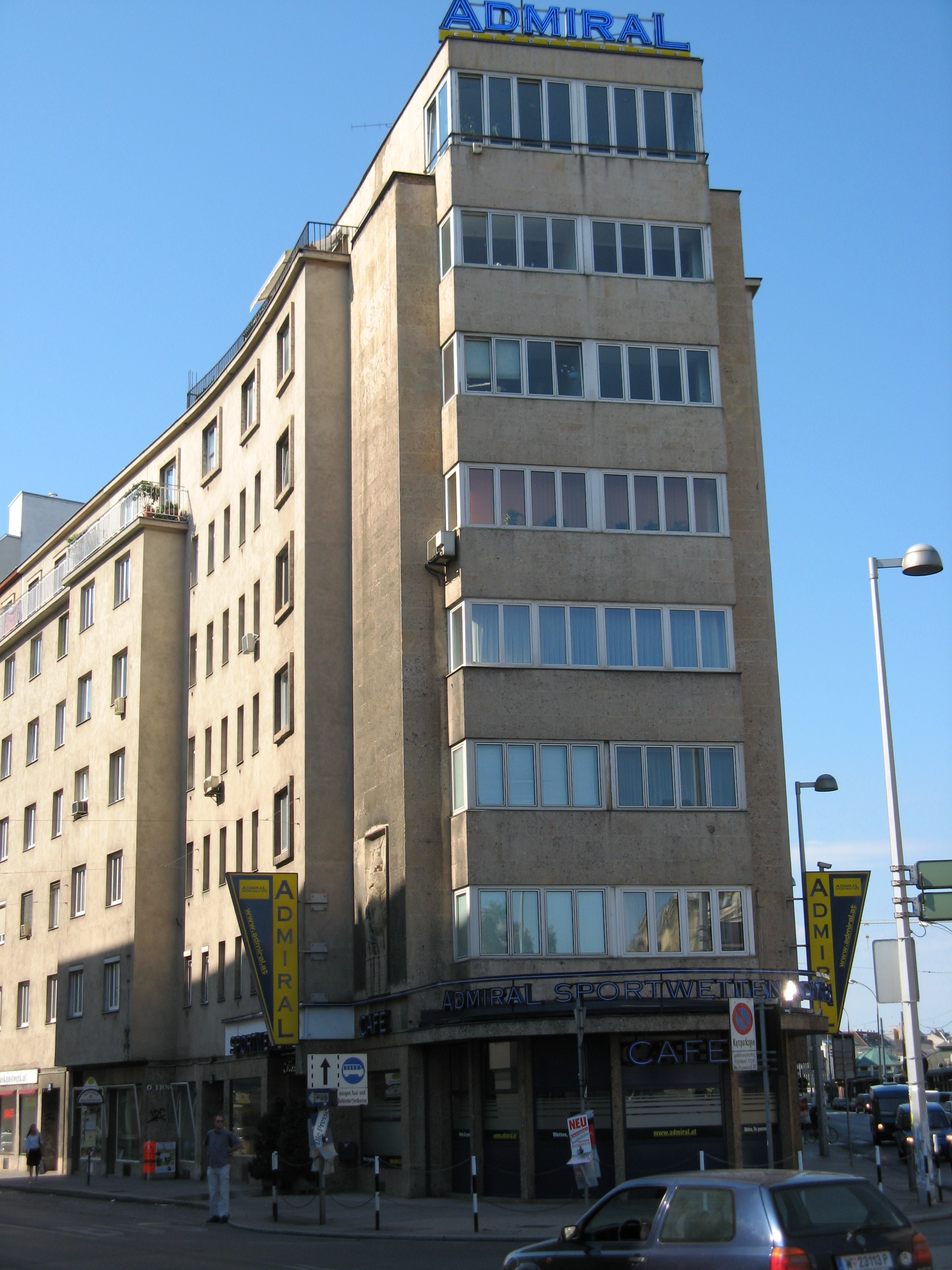
Wohnhaus Zur Bärenmühle, erbaut 1937–38

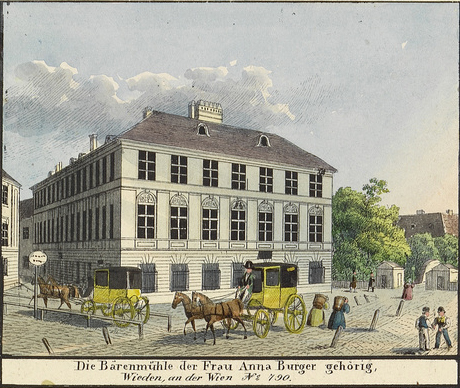
Die Bärenmühle, ca. 1830–1840

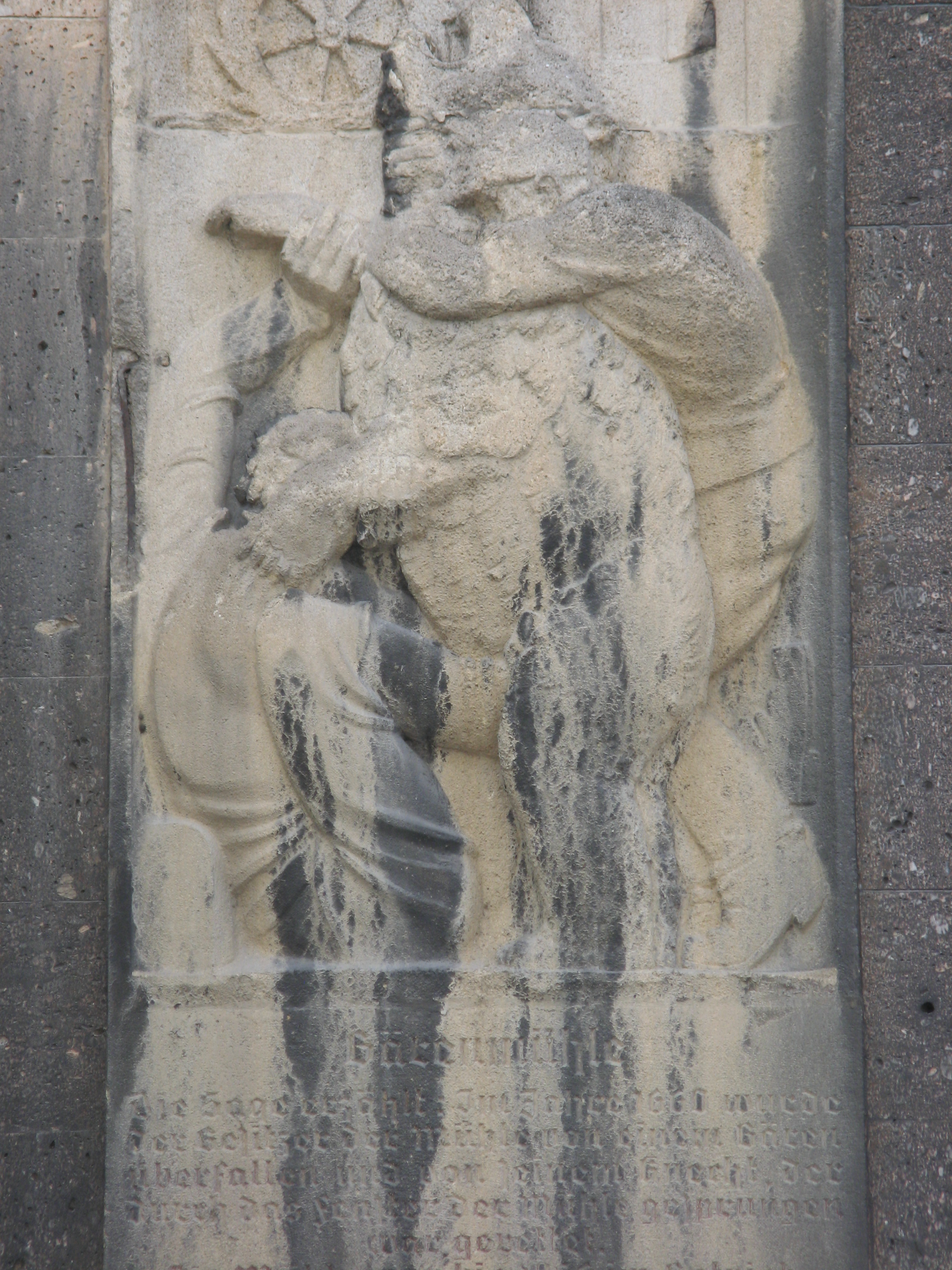
Relief mit Sagenmotiv am Haus

Bärenmühle ist der Name eines Wohnhauses in Wien-Wieden, das 1937/38 von den Architekten Heinrich Schmid und Hermann Aichinger geplant und an Stelle eines gleichnamigen historischen Gebäudes an der Rechten Wienzeile 1–1A errichtet wurde.

## Sage
Mit dem Namen des Gebäudes verbindet sich eine Sage, nach der ein Müller an dieser Stelle von einem Bären angefallen worden sein soll. Der Knecht des Müllers hörte die Hilferufe des Mannes und sprang ohne zu überlegen aus dem Fenster, um seinem Herrn zu Hilfe zu eilen. Dabei landete er auf dem Rücken des Bären, mit dem er so lange rang, bis Menschen herbeikamen und den Bären töteten. Dieser Knecht hätte sich dann neben der Mühle ein Gasthaus gekauft, das Gasthaus zum Bärenhäuter geheißen habe, und seither hätte die Mühle eben Bärenmühle geheißen. Diese Geschichte soll im 17. Jahrhundert gespielt haben, eine Gedenktafel auf dem heutigen Gebäude verlegt das Ereignis konkret ins Jahr 1660.

## Geschichte
In Wahrheit geht der Name des heutigen Wohnhauses auf eine von 1705 bis 1794 betriebene Mühle am Wienfluss zurück, die auf dem Nebengrundstück des heutigen Baus, also ungefähr auf Nummer 3 der Rechten Wienzeile, stand. Die weit verbreitete Version, nach der die Bärenmühle früher Heiliggeistmühle geheißen habe, stimmt insofern nicht, als sie lediglich zu den Wirtschaftsgebäuden der Ritter vom Heiligen Geist gehörte und das Recht, eine Mühle zu betreiben, von der Heiliggeistmühle auf die Bärenmühle überging. Als Gebäude ist sie aber nicht identisch mit dieser.
Historisch nachgewiesen ist, dass Bären sich bis in jene Zeit in das Gebiet der Wiener Vororte verirrten. Die alte Bärenmühle erhielt ihren Namen aber nicht wegen der in der Sage geschilderten Ereignisse, sondern weil neben der Mühle das Gasthaus Zum schwarzen Bären bestand.
Nachdem die Mühle 1794 auf das Grundstück daneben verlegt worden war, bestand sie am neuen Standort bis 1856. Dann wurde der Mühlbach zugeschüttet. In der Mühle wohnte der 1862 verstorbene Dichter Ignaz Franz Castelli.
1913 wurde von der Stadtverwaltung ein neuer Flächenwidmungsplan für das Areal des in dieser Gegend befindlichen Freihauses festgelegt. Dabei wurde beschlossen, im Zuge der Demolierung des Freihauses in Verlängerung der in die Operngasse mündenden Resselgasse die Bärenmühlgasse als Verbindung zur Rechten Wienzeile und zum damals neuen Standort des Naschmarkts zu schaffen.
Der Abriss des Freihauses erfolgte wegen des 1914 begonnenen Ersten Weltkriegs und seiner Folgeprobleme erst ab 1930; dann konnten neue Gebäude errichtet werden. So entstand der keilförmige heutige Bau zwischen Rechter Wienzeile und Operngasse  am Rande des Karlsplatzes. Aus der geplanten Bärenmühlgasse wurde nun allerdings der  Bärenmühldurchgang, ein Verbindungsweg für Fußgänger zwischen Operngasse und Rechter Wienzeile, der durch das Erdgeschoß der heutigen „Bärenmühle“ führt.
Am Haus erinnert eine Relieftafel an die einstige Bärenmühle und stellt die Sage mit dem Überfall des Bären dar.